# Girnghuber (GIMA)
Girnghuber (GIMA) ist eine Ziegelei mit langer Tradition und Hersteller verschiedener keramischer Produkte für die Bauindustrie. Das Unternehmen mit Hauptsitz im bayerischen Marklkofen produziert Mauerziegel, Dachziegel und Klinker.
Die Girnghuber-Gruppe setzt sich zusammen aus der Girnghuber GmbH (auch GIMA), der ERLUS AG sowie der Moeding Keramikfassaden GmbH. Die einzelnen Gesellschaften des Konzerns halten eine lange Tradition in der Fertigung von Tonbaustoffen aufrecht.

## Geschichte

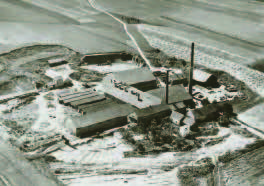
Luftbild der Ziegelei Girnghuber im Jahr 1955

Der Niedergang der Werke für „Grobkeramik“ im Süddeutschen Raum ließ von ursprünglich 350 Ziegelei-Betrieben bis 1962 nur noch 14 Betriebe und ein Werk in Marklkofen übrig. Im Jahr 1903 ersteigerte die Urgroßmutter des heutigen Geschäftsführers Claus Girnghuber die Ziegelei. Die frühe Unternehmerin Therese Girnghuber erwarb den Betrieb nach dem Konkurs des ehemaligen Ziegeleibesitzers Josef Buchner und legte damit den Grundstein für das Familienunternehmen. 1923 wurde die Ziegelei an den Sohn Ludwig Girnghuber senior übergeben. Zur damaligen Zeit wurden alle Ziegel noch per Hand gefertigt. Girnghuber baute den „Marklkofener Ziegelstadel“ zu einem bedeutenden und modernen Ziegeleiwerk um. Die Belegschaft wurde von knapp 12 auf 70 Mitarbeiter erweitert.
In den 1950er Jahren übernahm sein Sohn Ludwig Girnghuber den Ziegeleibetrieb und baute das Unternehmen weiter aus. Mutter Amalie Girnghuber unterstütze ihn bis 1972 beim Ausbau. Sie war für den kaufmännischen, Ludwig für den technischen Bereich verantwortlich. 1992 begann die Girnghuber GmbH die Zusammenarbeit mit der Erlus AG im Bereich Dachziegel. Fortan wurden in Marklkofen alle Dachziegel nicht mehr unter eigenem Namen, sondern für die Erlus AG produziert. Auch nach der Übernahme des Betriebs 1996 durch seinen Sohn Claus Girnghuber blieb Ludwig Girnghuber noch aktiv im Unternehmen tätig. Heute gehört die Ziegelei Girnghuber zu den führenden Klinker-Herstellern Deutschlands und beliefert als einziges Klinkerwerk in Bayern nationale und internationale Großprojekte, wie das Tate Modern Museum in London oder den Gasteig in München. Aktuell beschäftigt die Girnghuber GmbH 315 Mitarbeiter in der Verwaltung und der Produktion  und ist damit einer der Hauptarbeitgeber der Gemeinde Marklkofen im Landkreis Dingolfing-Landau.

## Produkte der verbundenen Unternehmen

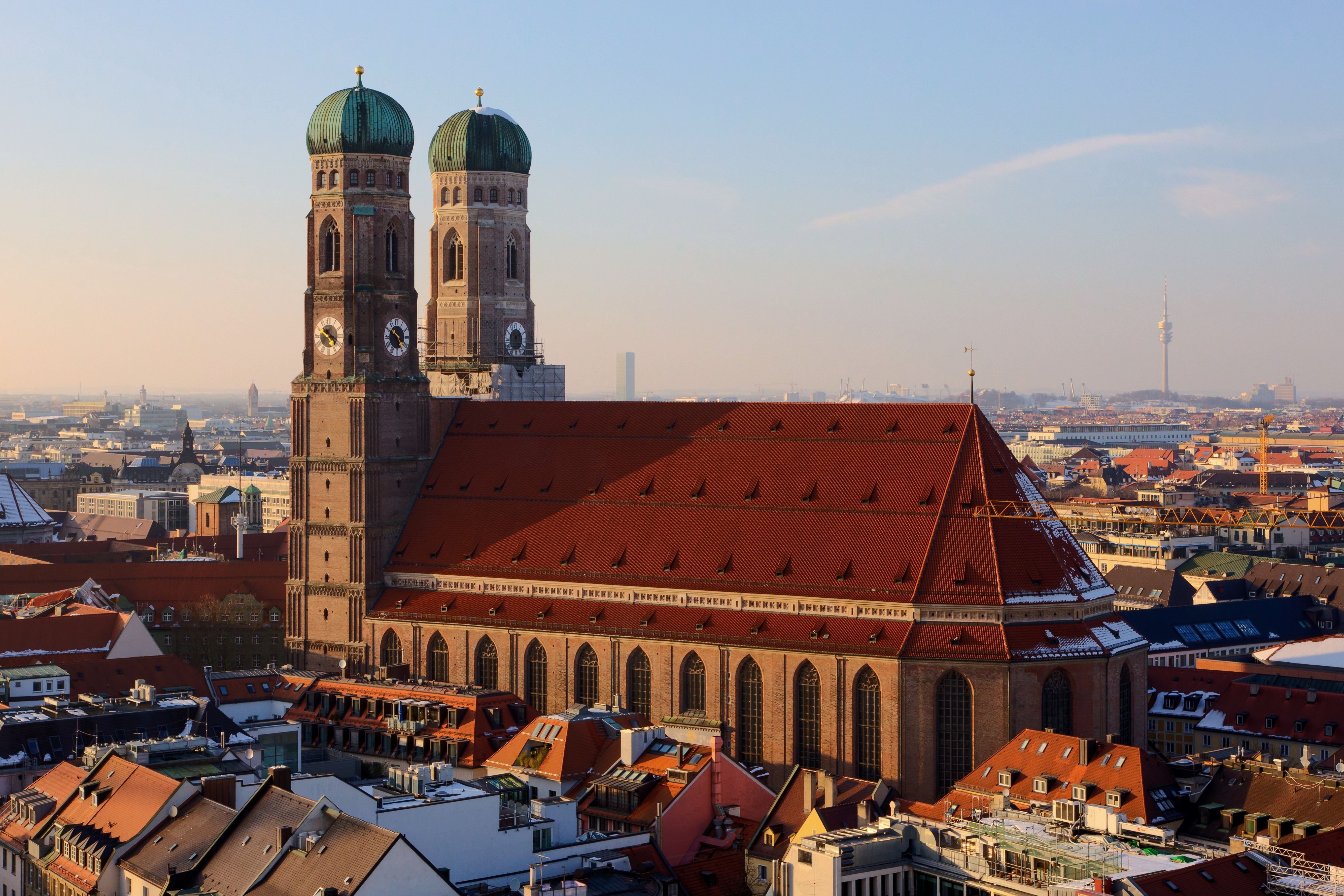
Zur Restauration der Frauenkirche München kommen Handschlagziegel der Ziegelei Girnghuber zum Einsatz

Die Girnghuber GmbH ist die Konzernmuttergesellschaft und konzentriert sich auf die Fertigung von Tonbaustoffen für Fassaden (z. B. Klinker), den Bodenbereich (z. B. Pflasterklinker) sowie das Rohbau-Segment (z. B. Mauerziegel). Die Erlus AG gehört zu den führenden Herstellern von Dachkeramik und Schornsteinsystemen in Deutschland. Die Moeding Keramikfassaden GmbH entwickelt Fassadensysteme mit großformatigen, individuellen Fassadenplatten aus Ton.

## Beteiligung an bedeutenden Bauwerken
Das Unternehmen stellt zum einen traditionelle Handschlagziegel her, die zur Restauration und Denkmalpflege eingesetzt werden. Seit Jahrzehnten liefert die Ziegelei Girnghuber beispielsweise Handschlagziegel zur Restauration der Münchner Frauenkirche. Zum anderen ist das Unternehmen an der Fassadengestaltung moderner Bauwerke beteiligt, darunter:
- Das Museumsbauwerk The Tate Modern Project in London, geplant von Herzog & de Meuron.[15] Die Fassade dieses Hauses wurde bei der Girnghuber GmbH gefertigt.[16]
- Das Vitra Schaudepot in Weil am Rhein, geplant von Herzog & de Meuron.[17] Die Fassade mit gebrochenen Klinkern wurde von der Girnghuber GmbH gefertigt ebenso wie der Vorplatz mit Pflasterklinkern.[18]
- Die Erweiterung des Museums Küppersmühle in Duisburg, geplant von Herzog & de Meuron.[19] Die Fassade mit gebrochenen Klinkern und Sonderformsteinen für den Schriftzug wurden von der Girnghuber GmbH produziert.[20]

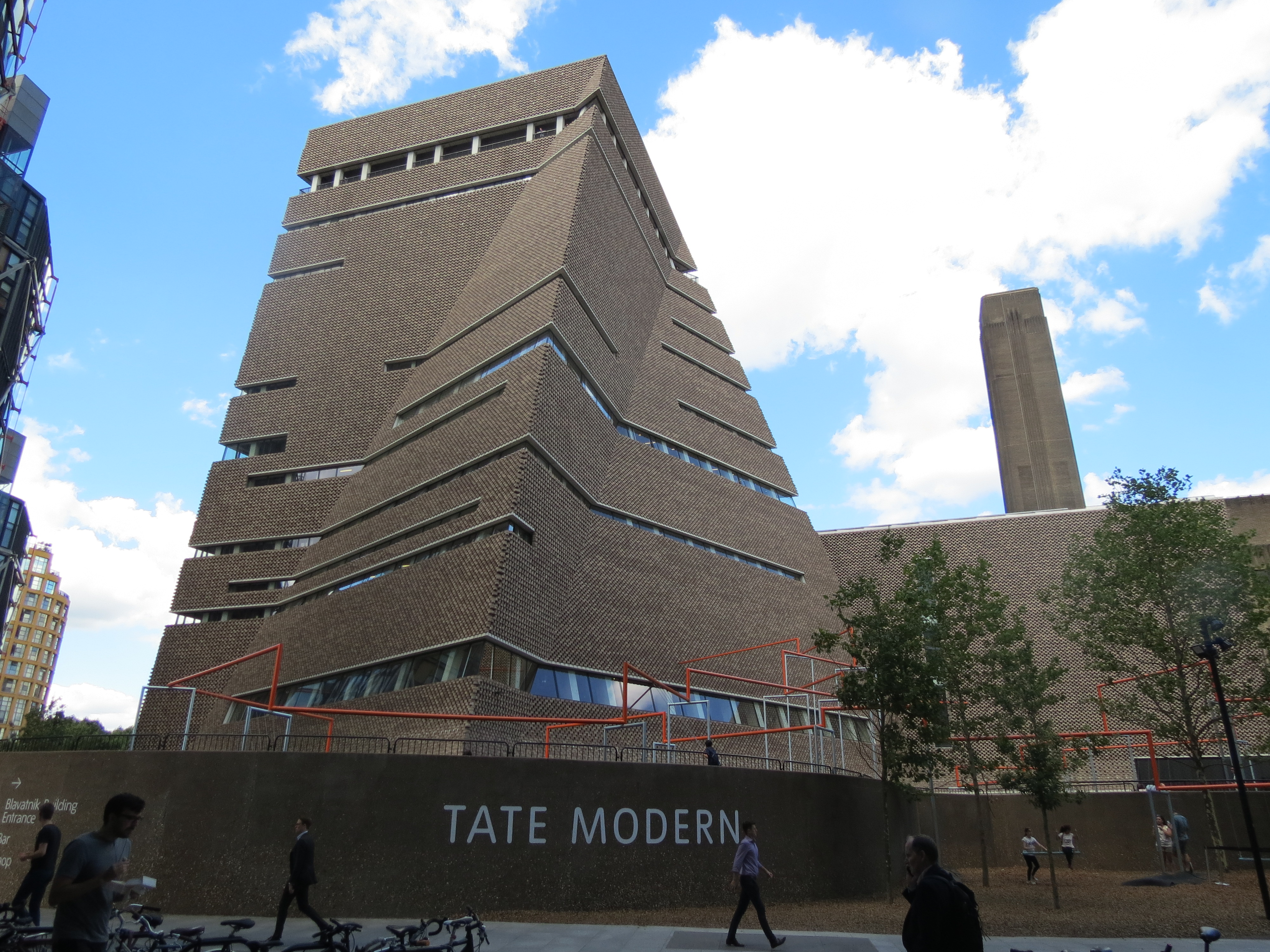
The Tate Modern Project in London
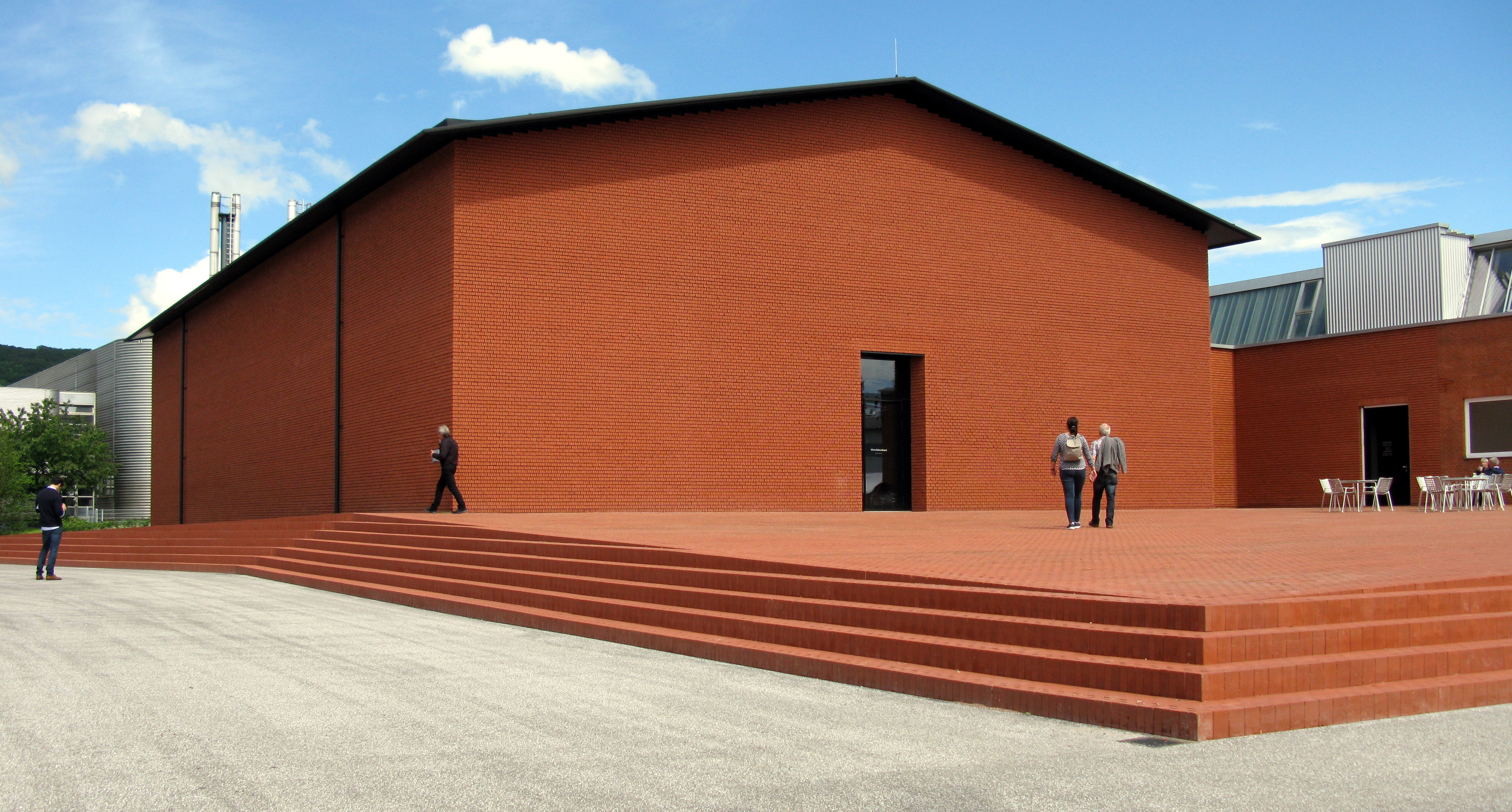
Schaudepot auf dem Vitra Campus
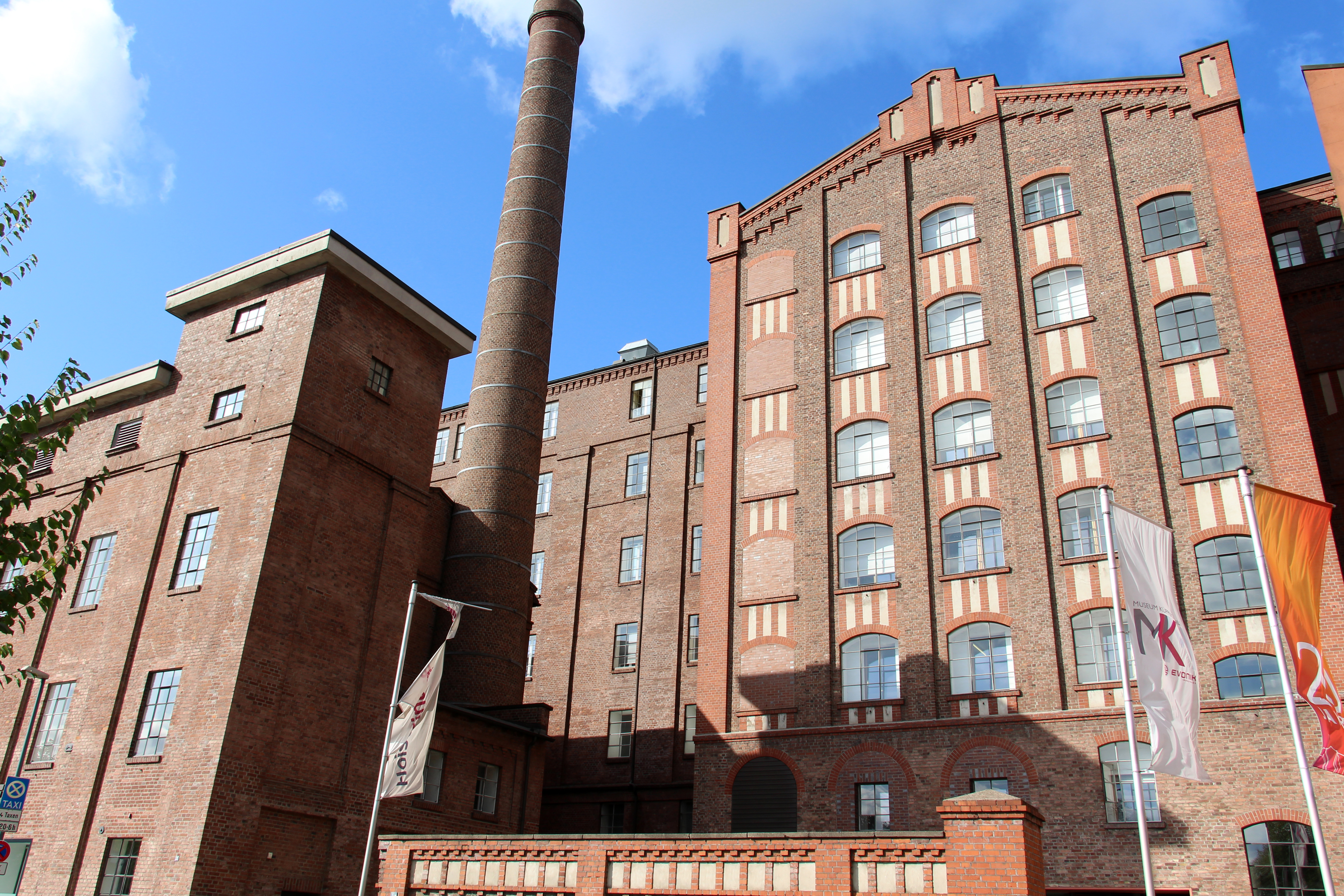
Museum Küppersmühle in Duisburg

- Die Stadtbibliothek in Dornbirn, geplant von Dietrich Untertrifaller Architekten.[21] Die Keramik-Baguettes stammen aus dem MOEDING Werk der Ziegelei Girnghuber.[22]
- Das Haus der bayerischen Geschichte in Regensburg, geplant von Wörner Traxler Richter Planungsgesellschaft mbH.[23] Die Keramikfassade des Museums wurde in der Ziegelei Girnghuber von der Tochterfirma MOEDING Keramikfassaden gefertigt.[24]
- Das Hochhaus 1865 Broadway in New York, geplant von SOM Architects.[25] Die Keramikfassade dieses Hochhauses wurde von der Tochterfirma MOEDING Keramikfassaden gefertigt.[26]
- Das Malmö Live Konzerthus in Malmö, geplant von schmidt hammer lassen architect.[27] Die Keramikfassade für das Kulturzentrum wurde von der Tochterfirma MOEDING Keramikfassaden produziert.[28]
- Das Kuggen in Göteborg, geplant von Gert Wingårdh. Die bunte Keramikfassade für die Hochschule wurde von der Tochterfirma MOEDING Keramikfassaden produziert.[29]

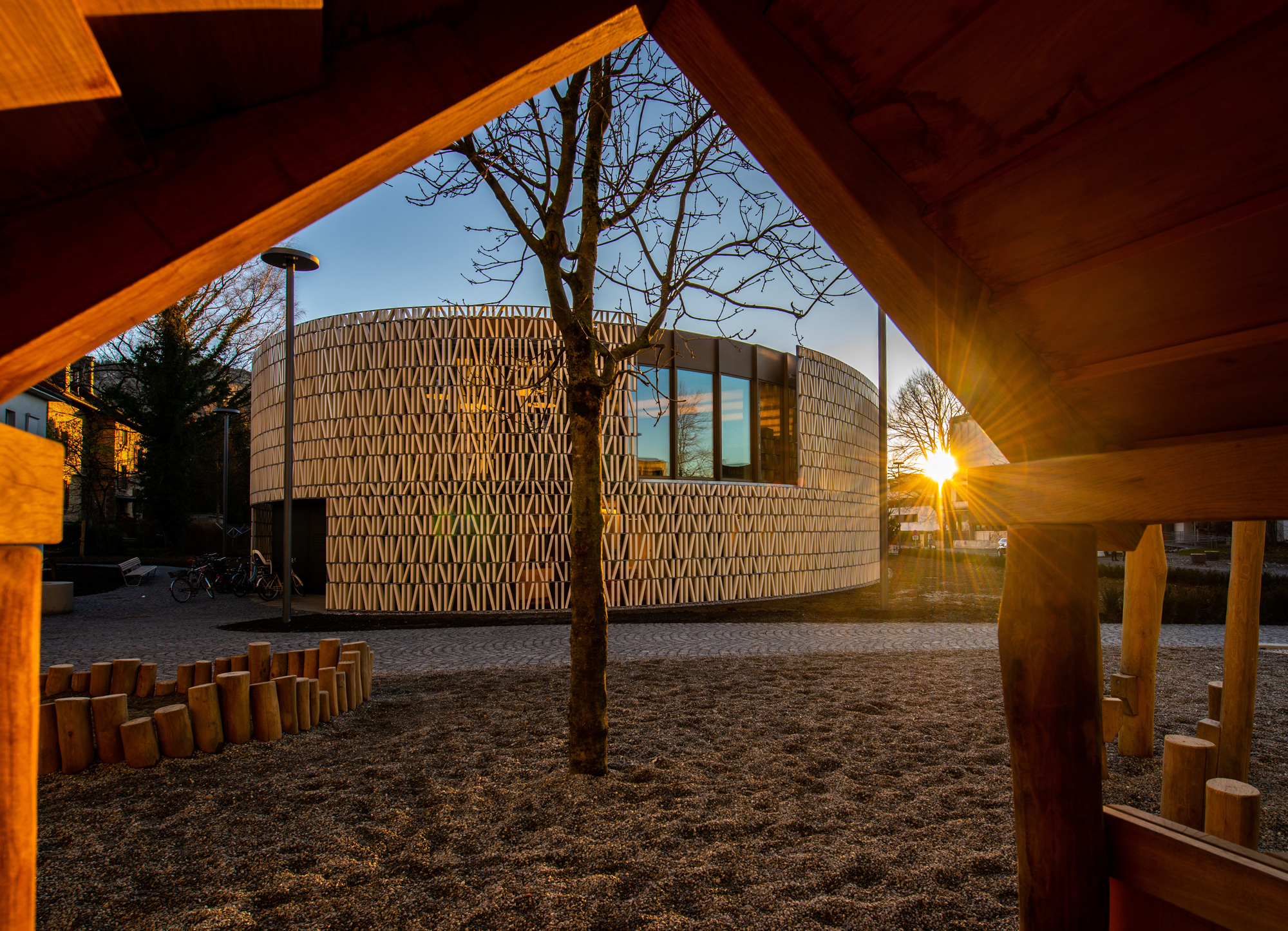
Stadtbibliothek in Dornbirn
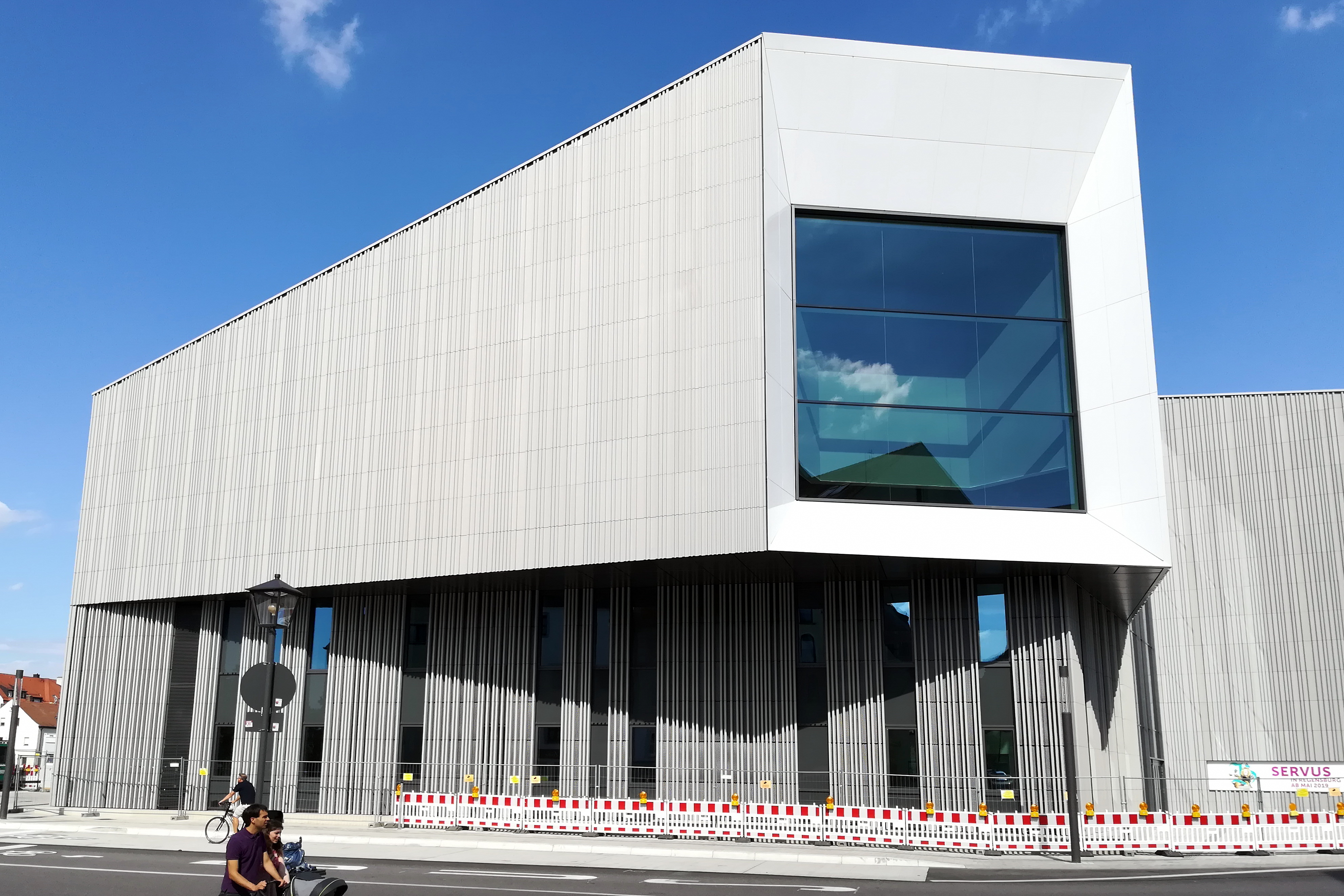
Museum der Bayerischen Geschichte in Regensburg
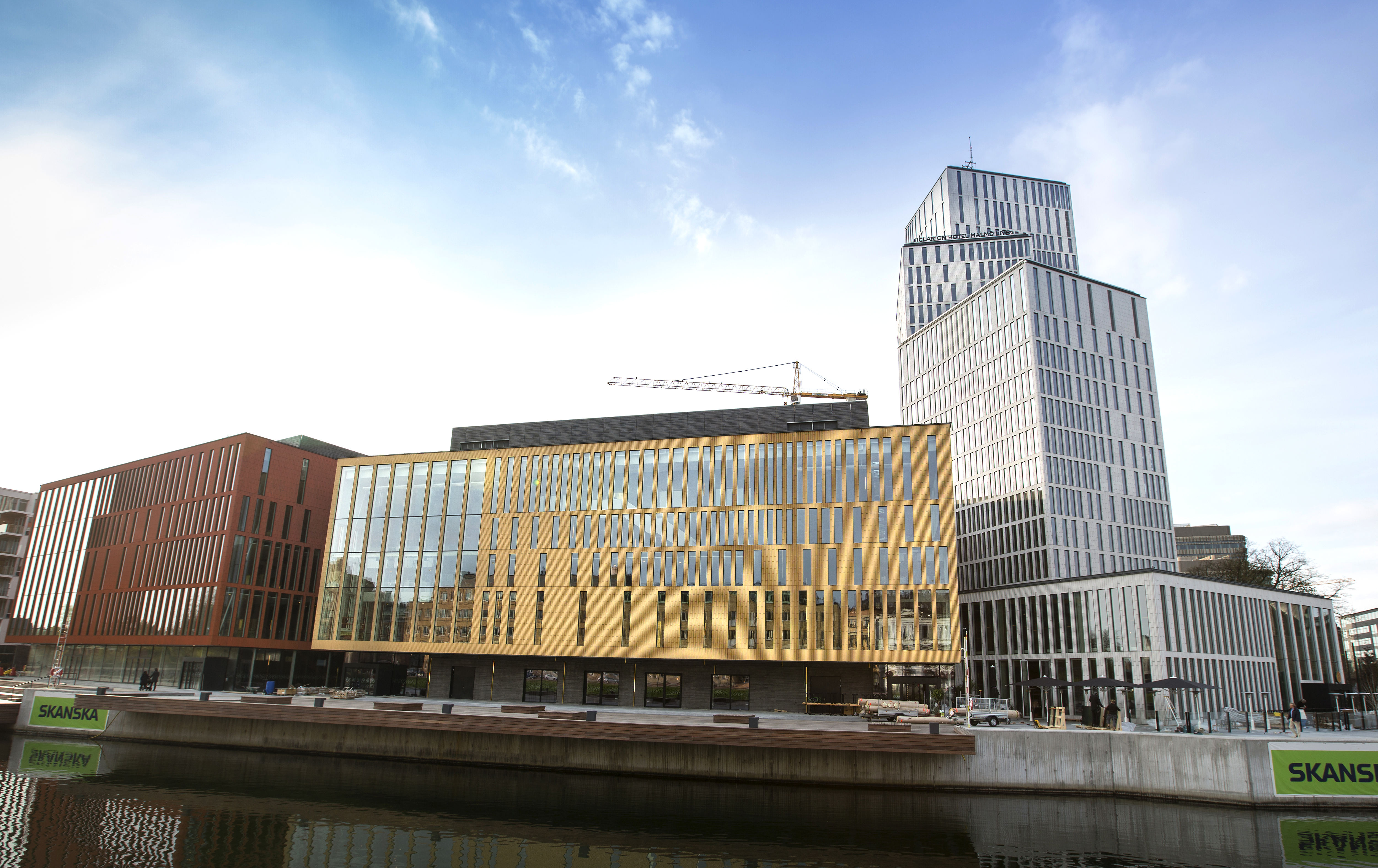
Malmö Live Konzerthus in Malmö
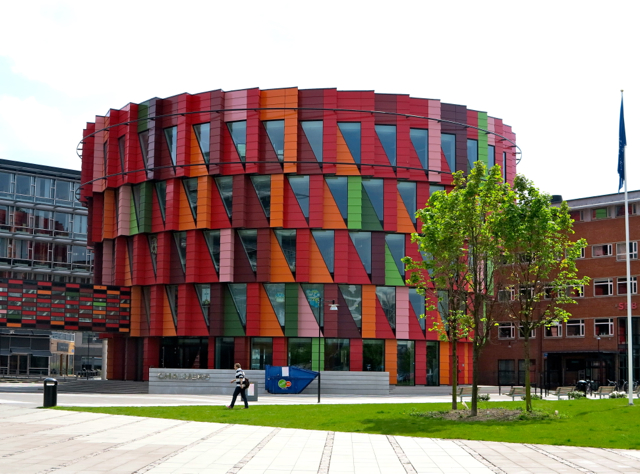
Kuggen in Göteborg

## Auszeichnungen
Zahlreiche Auszeichnungen zu Aktivitäten, Produkten oder persönliche Ehrungen wurden im Lauf der Jahrzehnte verliehen. Stellvertretend sind dazu benennbar:
- Verdienstkreuz am Bande der Bundesrepublik Deutschland 1974 an Amalie Girnghuber; Für Verdienste in der Pflege des bauhistorischen Erbes.[8]
- Denkmalschutzmedaille der bayerischen Staatsregierung 1993 an Ludwig Girnghuber; Für die Pionierarbeit bei der Denkmalpflege, z. B. bei der Glyptothek, der Staatsbibliothek oder der alten Pinakothek in München.[30]
- Bundesverdienstkreuz der Bundesregierung 1996 an Ludwig Girnghuber; Für den Ausbau des Ziegeleibetriebs zu einem bedeutenden Unternehmen und für das besondere ehrenamtliche Engagement.[30]
- Staatsmedaille für besondere Verdienste um die bayerische Wirtschaft 2005 an Ludwig Girnghuber; Für fünf Jahrzehnte unternehmerischer Tätigkeit im Bereich Ziegeleiwesen, besonderem Ansehen bei der Denkmalpflege und Gründung des Ziegelforum e.V. für die Belange der Ziegelindustrie.[30]
- Der Bayerische Gründerpreises 2017 wurde Ludwig Girnghuber für sein Lebenswerk verliehen. Hauptsächlich wird dazu die Entwicklung des Familienunternehmens behandelt.[4]